# Derryveagh and Glendowan Mountains SPA
Derryveagh and Glendowan Mountains SPA este o arie protejată (arie de protecție specială avifaunistică — SPA) din Irlanda întinsă pe o suprafață de 31.453,73 ha, integral pe uscat.

## Localizare
Centrul sitului Derryveagh and Glendowan Mountains SPA este situat la coordonatele 54°59′35″N 8°04′49″W / 54.99319°N 8.080315°V.

## Înființare
Situl Derryveagh and Glendowan Mountains SPA a fost declarat arie de protecție specială avifaunistică în decembrie 2019 pentru a proteja 10 specii de animale.

## Biodiversitate
Situată în ecoregiunea atlantică, aria protejată nu include niciun habitat protejat.
La baza desemnării sitului se află mai multe specii protejate de  păsări (10): Calidris alpina schinzii, șoim de iarnă (Falco columbarius), șoim călător (Falco peregrinus), cufundar mic (Gavia stellata), codroșul de pădure (Phoenicurus phoenicurus), pitulice sfârâitoare (Phylloscopus sibilatrix), ploier auriu (Pluvialis apricaria), mărăcinar (Saxicola rubetra), silvie cu cap negru (Sylvia atricapilla), mierlă gulerată (Turdus torquatus).
Pe lângă speciile protejate, pe teritoriul sitului au mai fost identificate 2 specii de plante, 2 specii de păsări, 1 specie de amfibieni, 2 specii de mamifere, 3 specii de nevertebrate, 1 specie de pești, 1 specie de reptile.